# Guy Clarkson
Guy Clarkson   (Toronto, 1 de gener de 1891 - Buffalo, 9 d'octubre de 1974) va ser un jugador d'hoquei sobre gel i entrenador canadenc de naixement, però britànic d'adopció, que va competir durant la dècada de 1920. Poc abans d'esclatar la Primera Guerra Mundial es va traslladar al Regne Unit per estudiar química a la Universitat de Leeds.
El 1924 va prendre part en els Jocs Olímpics de Chamonix, on guanyà la medalla de bronze en la competició d'hoquei sobre gel.